# هايل وستون (كامبريدجشير)
هايل وستون (بالإنجليزية: Hail Weston)‏ هي قرية و أبرشية مدنية تقع في المملكة المتحدة في إنجلترا.